# Paetelia de ambitu
La lex Paetelia de ambitu va ser una llei romana proposada pel tribú de la plebs Gai Peteli quan eren cònsols Gai Fabi Ambust i Gai Plauci Pròcul l'any 358 aC. Prohibia als aspirants a magistratures de recórrer els mercats i les reunions de gent amb l'objectiu de guanyar vots, però va estar molt poc de temps en vigor.